# Saint-Benoît-en-Woëvre
Saint-Benoît-en-Woëvre ist ein Ortsteil und eine ehemalige französische Gemeinde im Département Meuse in der Region Grand Est.
Zum 1. März 1973 bildeten die bis dahin eigenständigen Gemeinden Saint-Benoît-en-Woëvre, Billy-sous-les-Côtes, Creuë, Hattonchâtel, Hattonville, und Viéville-sous-les-Côtes die neue Gemeinde Vigneulles-lès-Hattonchâtel.

## Geschichte
Der Ort wird erstmals als „Sanctus-Benedictus in Wavria“ im Jahr 1129 genannt. 

## Bevölkerungsentwicklung
| Jahr                      | 1896 | 1906 | 1911 | 1926 | 1936 | 1946 | 1954 | 1962 | 1968 |
| Einwohner                 | 139  | 133  | 123  | 102  | 99   | 88   | 76   | 79   | 71   |
| Quelle: Cassini und INSEE |      |      |      |      |      |      |      |      |      |

## Sehenswürdigkeiten

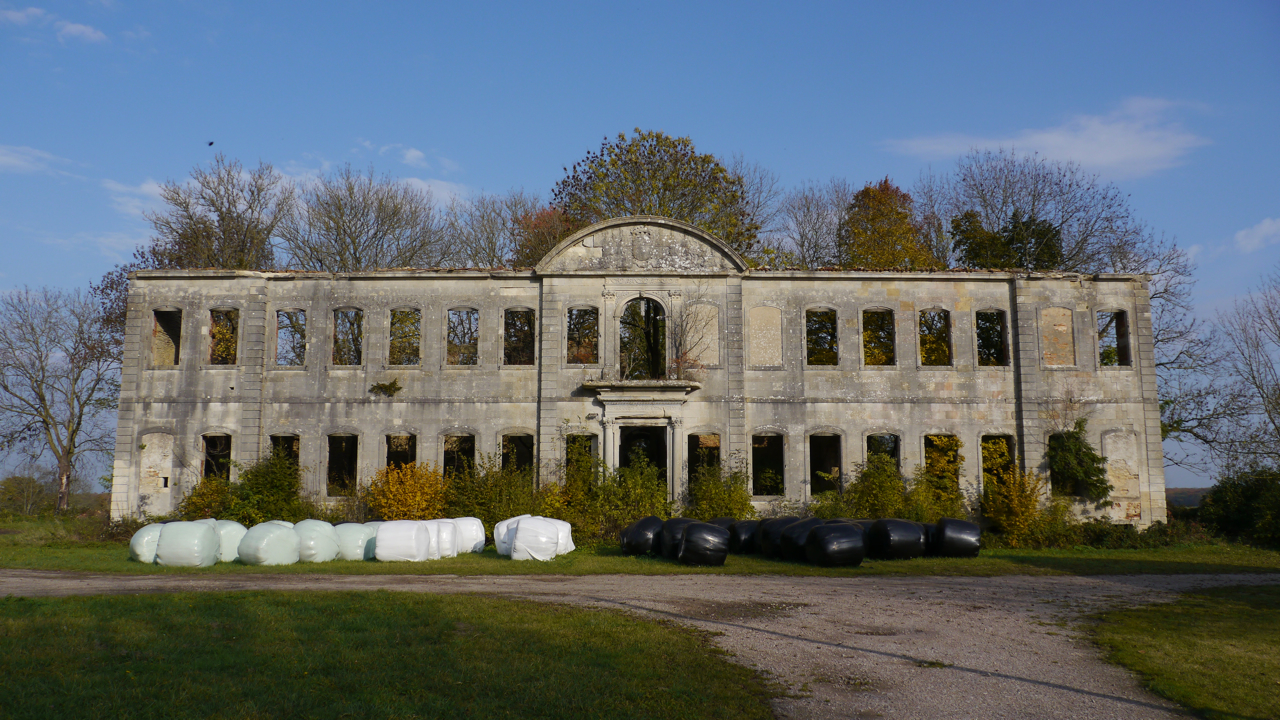
Ruine des Klosters Saint-Benoît-en-Woëvre

- Ehemaliges Kloster Saint-Benoît-en-Woëvre, gegründet 1129
- Kirche Saint-Benoît, erbaut 1930